# Empire du Ghana
Pour les articles homonymes, voir Ghana (homonymie).
IVe siècle – XIIIe siècle
Entités précédentes :
- Royaume du Ouagadou

Entités suivantes :
- Tekrour
- Royaume de Sosso
- Empire du Mali

L’empire du Ghana, également désigné sous le nom d'empire Wagadou, est un État médiéval d'Afrique de l'Ouest dont la fondation pourrait se situer au VIe siècle et s'étendant jusqu'au XIIIe siècle. Il s'affirme en tant qu'empire commercial dont l'influence s'étend depuis sa capitale Koumbi Saleh.
Il se fait connaître en Europe et en Arabie dès le VIIIe siècle sous le nom de Ghana attribué par les auteurs arabes tandis que la tradition le nomme royaume de Wagadou. Grâce au développement du commerce transsaharien, il connaît son apogée au Xe siècle, époque à laquelle il s'étend alors sur un territoire à cheval sur la frontière actuelle entre la Mauritanie et le Mali. Son influence couvre les provinces historiques du Tekrour, du Sosso, du Mandé, de Diarra, du Bouré, du Bambouk et Oualata. 
À la fin du Xe siècle, le territoire est secoué par les invasions almoravides et est affaibli par des conditions climatiques réduisant les capacités agricoles. L'empire du Ghana décline à partir du XIe siècle, passant successivement sous la domination almoravide, puis sous la tutelle de Sosso et enfin sous celle de l'empire du Mali.

## Origine du nom
La toute première référence au royaume du Ghana par des historiens est attribuée à l’astronome arabe Muhammad al-Fazari, au VIIe siècle, cité par Al-Mas'ûdî dans son ouvrage Muruj adh-dhahab (Les prairies d'or). Il y parle du « Ghana, pays de l’or ».
Le « Ghâna » des chroniqueurs arabophones est le nom que porte le souverain. Ce terme viendrait, selon les uns, du soninké nwana (qui se lit ηana ou ghana pour un locuteur non soninké-phone). Il signifie héros, grand guerrier. Parmi les autres titres du roi, figure « Kaya-Maga » (plus précisément « Kanηe Mahan » en soninké c'est-à-dire le « maître de l’or »). Mahmud Kati dans son Tarikh el-fettach parle de cette origine étymologique. En effet, dans cette région, les pépites sont considérées comme maléfiques et seul le roi a le pouvoir d’en conjurer le sort. Pour Charles Monteil, il s'agit d'une interprétation erronée. Pour lui le terme de « Kaya Magan »  (Xañe Maha) qui signifierait « grand chasseur » ».
Une confusion terminologique tire ses racines de la particularité de l'historiographie de l'Afrique reposant sur des sources écrites externes et des traditions orales internes. Le royaume du Wagadu, considéré comme une réalité au regard de la tradition orale, est désigné dans les sources écrites sous le nom de Ghana. L'identité historique du royaume du Wagadu reste toujours sujette à discussion, cependant il est généralement considéré comme étant la même organisation politique et territoriale que l'empire du Ghana tel que l'a démontré Abdoulaye Bathily,,.

## Histoire

### Origines

#### Contexte

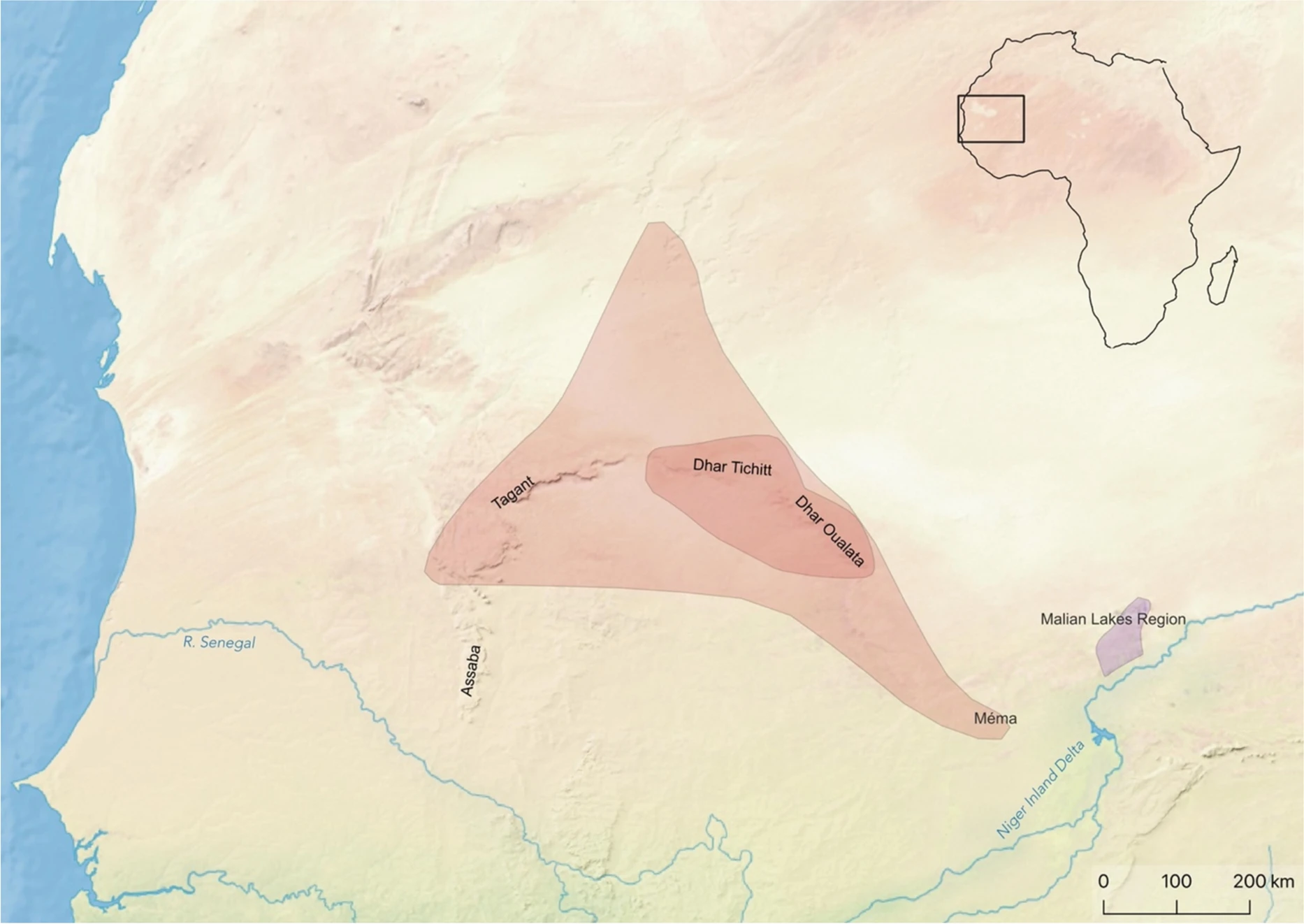
Culture Tichitt de Mauritanie et de la région des lacs maliens

Les territoires de l'empire du Ghana se situent à 120km au nord du Niger, dans les savanes du Sahel. L'archéologie révèle que la zone est centrale dans la Culture Tichitt et se compose des premiers groupes d'agriculteurs à l'Âge de la pierre à cultiver le sorgo et le millet entre 3000 et 1000 avant J.-C. Vers le Xe siècle av. J.-C. ils s'établissent petites communautés sédentaires, puis en grandes chefferies vers le VIe siècle av. J.-C. avant que ne commencent à se développer les premiers centres urbains,. Leur activité développe une activité métallurgique et semble déjà commercer occasionnellement dans la région depuis des sites comme Oualata et Néma.
Vers le Ve siècle, les échanges avec les populations nomades du Sahara se renforcent. Ces derniers leur fournissent de meilleurs outils, armements et chevaux au travers du commerce transsaharien. La combinaison de ces facteurs sont probablement à l'origine de l'expansion territoriale du royaume émergent,.

#### Mythe de Wagadu
Le mythe fondateur du royaume de Wagadu, reconstruit tardivement, puise ses inspirations dans les récits bibliques de Jacob. Ainsi, si l'histoire de Dinga Cissé, premier roi de Wagadu, est une reconstruction, il reste probable qu'il soit le personnage historique ayant fondé la dynastie du royaume du Ghana,. Les versions de ce mythe fluctuent mais font communément appel à un ancêtre commun, Dinga Cissé, qui aurait migré depuis le Moyen-Orient ou depuis Assouan. Certaines versions indiquent qu'il séjourne d'abord à Djenné-Djeno avant de s'installer à Dia,. C'est depuis cette ville que les deux fils de Dinga Cissé auraient formé les différentes villes du Sahel. En 2022, François-Xavier Fauvelle précise que la reconstruction ultérieure de ce mythe repose sur l'idéologie diffusionniste de l'historiographie colonialiste du XIXe et XXe siècles. 
Le fils de Dinga, Diabe, doit fuir le territoire à cause d'une crise de succession. Il s'établit à Koumbi Saleh et passe un pacte avec le serpent sacré Bida qui garde l'emplacement. La divinité lui promet des pluies abondantes et de l'or qui ruisselle contre une vierge offerte chaque année. Il nomme ce nouveau royaume Wagadu et prend le titre royal de maghan. Les quatre lieutenants de Diabe Cissé et leurs descendants sont nommés fado, gouverneurs des quatre provinces. Ces clans aristocratiques se désignent sous le nom de wago. 

#### Éléments historiques
Le mythe de Wagadu contient quelques éléments utiles sur le plan historique à la compréhension des origines de l'empire du Mali. Le conflit de succession entre Diabe et son frère est particulièrement commun au sein des groupes Soninké. Le pacte avec Bida est quant à lui perçu comme un potentiel pacte effectué avec une communauté qui intègre une dimension matrilinéarité dans le mode de succession du Ghana dont l'hégémonie serait dès lors garantie par des alliances matrimoniales.
Les différents déplacements de Dinga et le conflits contre les magiciens peuvent être interprétés comme l'expression de flux migratoires d'une population, puis de conquêtes militaires et enfin d'établissement d'alliances matrimoniales. En effet, plusieurs cités influentes émergent au sein du territoire et des princes dirigeants sont nommés afin de faciliter l'administration du royaume. Ceux-ci se soumettent par un système feudataire à l'autorité centrale établie à Koumbi Saleh. Les sociétés étant matrilinéaires, les femmes ont une fonction importante dans la désignation de l'ordre de succession,.

### Empire commercial

Carte des principales routes du commerce transsaharien entre l'an 1000 et 1500. Les principales régions aurifères sont indiquées en marron.

La croissance du territoire du royaume permet de cultiver davantage de terres mais aussi d'exploiter ses ressources, intégrant dès lors le royaume dans le réseau du commerce transsaharien. En effet, si les premiers rois portent le nom de ghana (signifiant rois militaires), les rois ultérieurs portent celui de kaya maghan (signifiant rois de l'or). Ils établissent des tarifications sur l'importation et l'exportation des ressources et permettent au pays de s'enrichir fortement par le commerce.

En 738, une caravane marchande berbère envoyée par les nouveaux occupants musulmans du Maghreb rejoint le Ghana et en revient avec de l’or et des esclaves. Ce commerce est notamment soutenu par les Sanhadja. Le développement rapide du commerce avec les berbères est la seconde raison, en plus du contrôle de la circulation de l'or, de la montée en puissance de l'empire du Ghana. 
« Le dirigeant du Ghana est le roi le plus riche de la terre grâce aux trésors et quantité d'or que ses prédécesseur et lui-même ont amassés. » - Ibn Hawqal en 988
Les territoires de l'empire du Ghana se situent à un emplacement stratégique des voies commerçantes, permettant dès lors de relier l'Afrique du Nord et l'Afrique de l'Ouest et exploitant des ressources provenant parfois de territoires méridionaux de la forêt guinéenne, comme des noix de kola. Selon Conrad, c'est la maîtrise de ces différentes voies commerciales qui permet au Ghana d'étendre son influence et devenir un empire. En effet, Al-Yaqubi confirme au IXe siècle que d'autres royaumes existent mais sont soumis à l'autorité du roi du Ghana.
À la fin du IXe siècle, les souverains de Ghana étendent leur autorité à l’ouest sur la région aurifère du Galam et sur le Tekrour, à proximité de Djenné et de Tombouctou, et au nord sur certaines tribus berbères du Sahara[réf. nécessaire]. 

### Guerre avec les Almoravides

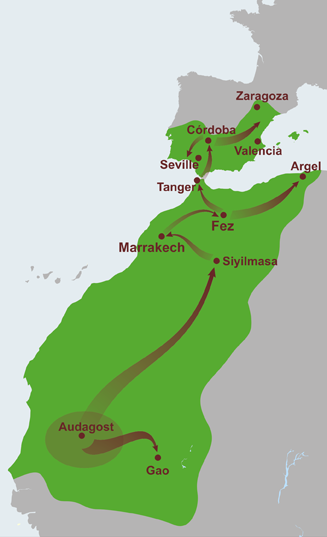
Invasions almoravides du Ghana.

À la fin du Xe siècle, les Sanhadjas d'Aoudaghost, cité marchande prospère, se rebellent contre l'autorité de l'empire du Ghana. Vers 990, elle serait reprise et l'ensemble des revenus commerciaux détournés vers la capitale du Ghana. Ce conflit et les tensions qui opposent le Ghana et les Berbères a d'importante conséquence sur la suite des événements. L'avènement des Almoravides marque un tournant dans la géopolitique berbère,. 
En 1054, les royaumes sérères musulmans demandent aux Almoravides d'intervenir au Ghana. Abdellah ben Yassin conduit une armée et détruit la ville d'Aoudaghost,. Cependant l'invasion ne s'étend pas. En effet, Sijilmassa est reprise par les Zénètes et il doit conduire son armée vers le nord. Durant ce laps de temps, Aoudaghost est capturée par les Zénètes et Abou Bakr ben Omar est nommé à la tête d'une armée pour la reprendre en 1056. 
Il semble qu'après ces premières invasions, les Soninkés coopèrent et intègrent certaines coutumes religieuses islamiques. Toutefois, dans les années 1070, le conflit avec les Almoravides reprend et Abou Bakr ben Omar envahit les territoires intérieurs de l'empire. Koumbi Saleh est partiellement détruit en 1076. Peu après la défaite contre les Almoravides, une nouvelle dynastie régnante est installée et pratique l'islam. Cependant, les différentes réformes musulmanes provoquent des soulèvements internes dirigés par les descendants de l'ancienne dynastie.

### Déclin et chute de l'empire

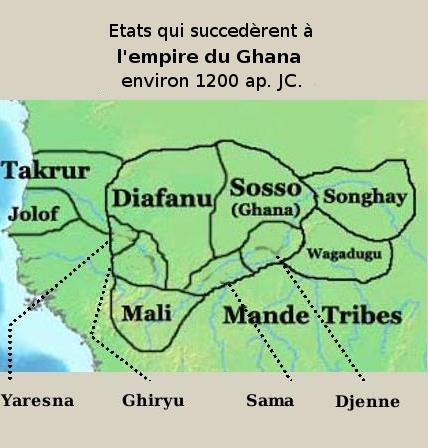
Différents royaumes après dislocation.

Au XIIe siècle, l'empire du Ghana perd progressivement son influence sur les royaumes avoisinants. La principale clé du déclin de l'empire est sa perte de contrôle sur les voies commerciales. Différents royaumes prennent leur indépendance : les royaumes de Diarra, du Bakhounou, de Sosso, du Mandé. L'empire du Ghana ne se limite bientôt plus qu'à un territoire autour de Koumbi Saleh.
La chute de l'Empire du Ghana provoque également le déclin et la ruine de Koumbi Saleh qui est progressivement abandonnée au profit d'autres cités marchandes. La tradition orale veut que la chute de l'Empire et de sa capitale soient liées au mythe originel qui les relie au serpent sacré Bida. Celui-ci aurait été décapité, mettant fin à la paix cosmogonique et provoquant un cataclysme climatique. Cette légende pourrait avoir des racines réelles puisque la chute coïncide avec le pic de l'optimum climatique médiéval qui pourrait avoir des conséquences sur les terres cultivables sahéliennes ainsi que l'apport en or dans les alluvions exploitées jusque-là,.

### Royaume tributaire
Si la dimension impériale du Ghana prend fin et est probablement disloqué par divers conflits internes, celui-ci réapparait malgré tout dans les sources arabes ultérieures sous la forme d'un royaume tributaire de l'empire du Mali. Au XIIIe siècle, le Ghana devient un État musulman et renforce ses relations commerciales avec le Tekrour. Cependant, en tant qu'entité politique et territoriale, le royaume du Ghana est alors étroitement lié au devenir de Koumbi Saleh.
Les fouilles archéologiques menées à Koumbi Saleh confirment des destructions partielles au XIIe siècle, cependant le site est occupé sans interruption jusqu'au XVe siècle. Sa mosquée est rénovée à plusieurs occasions entre le Xe et XIVe siècles, indiquant une capacité importante à mobiliser des ressources. L'abandon de la ville au XVe siècle marque la fin de la cité-état commerçante.

## Historiographie
Les sources sur lesquelles s'appuie l'historiographie de l'empire du Ghana relèvent essentiellement de trois types : les sources écrites arabes dès la fin du VIIIe siècle, la tradition orale et les données archéologiques. Ces trois éléments sont une constante spécifique de l'historiographie de l'Afrique. En effet les civilisations anciennes de l'Afrique de l'Ouest ne reposent pas sur l'écrit mais sur l'oralité, ce qui réduit le champ de recherche des historiens et soumets l'héritage oral à diverses reconstructions tardives.
L'archéologie s'est initialement intéressée aux centres urbains mais se dirige désormais vers les sites funéraires. Certaines tombent contiennent des inscriptions, la plus ancienne remonte à 1013. Les ethnologues se concentrent sur l'étude des communautés modernes qui descendent culturellement des populations de l'empire du Ghana et, depuis les traditions orales récoltées, émettent diverses hypothèses permettant de compléter l'historiographie. Les documents arabes contemporains sont rédigés par des géographes du Maghreb et d'Al-Andalus. Muhammad al-Fazari est le premier à citer l'empire du Ghana sous la désignation de « pays de l'or ». Les auteurs ultérieurs semblent simplement reprendre cette information. Abū Muhammad al-Hasan al-Hamdānī considère notamment le Ghana comme un pays mystérieuse où l'eau se transforme en or, n'apportant que peu d'informations supplémentaires.

## Organisation de l'empire à son apogée

### Succession et funérailles du roi
La succession du Ghana se faisait de manière matrilinéaire : le successeur du roi était ainsi le premier fils de sa sœur préservant ainsi avec certitude la lignée familiale. Car, comme l'écrit Al-Bakri, les habitants du Ghana pensent que « le souverain a la certitude que son neveu est bien le fils de sa sœur ; mais il ne peut pas être assuré que celui qu'il regarde comme son propre fils le soit en réalité ». Dans la langue wolof cette sœur est appelée Linguère. Sa première fille devient Linguère impériale à son tour.
Al-Bakri écrit que lorsque le roi mourait, un grand dôme en bois était construit à l'endroit qui allait servir de tombeau, au sein duquel le cadavre était placé sur un grand canapé garni de coussins et tapis. Les parures, les armes, les plats et les tasses qu'il avait utilisés étaient placés à côté du corps, ainsi que des mets et des boissons. Plusieurs des cuisiniers et fabricants de boissons étaient également enfermés au sein du dôme. L'édifice était alors recouvert de nattes, de toiles, et enfin de terre jusqu'à faire du dôme une colline. Un fossé était creusé tout autour du cette colline, ne laissant qu'un passage d'accès unique,.

### La capitale Koumbi Saleh

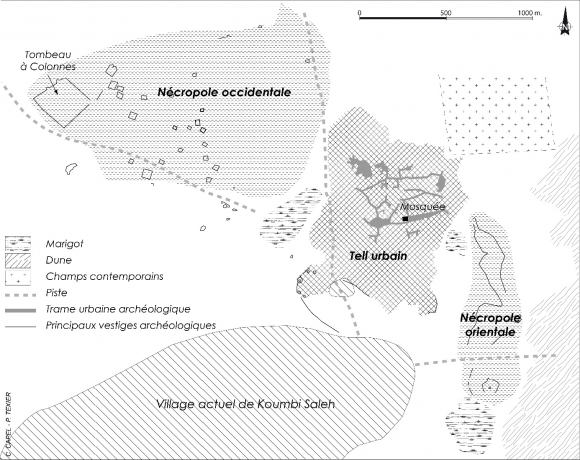
Carte de la capitale Koumbi Saleh d'après les fouilles de 2007.

L'organisation de la capitale a été décrite par Al-Bakri à partir de récits qu'il aurait collecté auprès de voyageurs et de marchands. Il écrit ainsi que « Ghâna se compose de deux villes situées dans une plaine. Celle habitée par les musulmans est très grande et renferme douze mosquées, dans une desquelles on célèbre la prière du vendredi. [...] Dans les environs se trouvent plusieurs puits d’eau douce, qui fournissent la boisson des habitants et auprès desquels on cultive des légumes. »
« La ville habitée par le roi est à six milles de celle-ci et porte le nom d'El Ghaba “la forêt, le bocage”. Le territoire qui les sépare est couvert d’habitations. Les édifices sont construits avec des pierres et du bois d’acacia. La demeure du roi se compose d’un château et de plusieurs huttes aux toits arrondis et le tout est entouré d'une clôture semblable à un mur. »
« La ville du roi est entourée de huttes, de massifs d’arbres et de bocage, qui servent de demeures aux magiciens de la nation, chargés du culte religieux ; c’est là qu’ils ont placé leurs idoles et les tombeaux de leurs souverains. Des hommes préposés à la garde de ces bois empêchent qui que ce soit d’y entrer ou de prendre connaissance de ce qui s’y passe. C’est là aussi que se trouvent les prisons du roi. »
Le site archéologique de Koumbi Saleh a été découvert en 1914 par Bonnel de Mezières. Il a fait l'objet de fouilles en 1939, par Thomassey, Mauny et Lazartigues, puis de nouveau en 1960 par Serge Robert et Sophie berthier. Il a été inscrit en 2001 à la liste indicative de l'Unesco.

### Armée

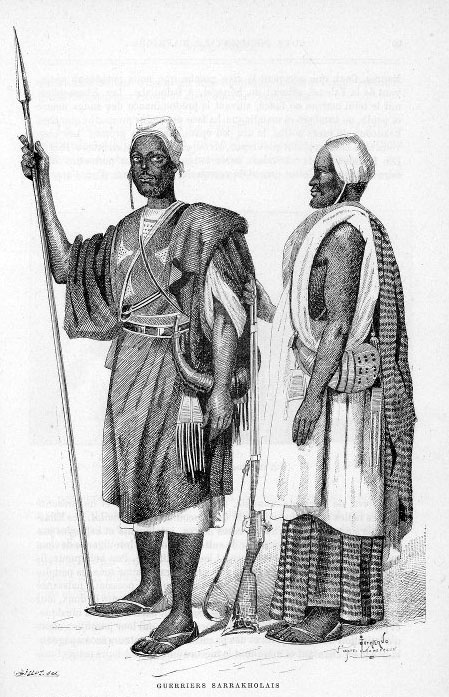
Guerriers sarakholés (gravure de 1890).

Selon Al-Bakri, l'armée du Ghana était composée de deux cent mille guerriers, dont plus de quarante mille archers,. Elle était composée de la garde impériale, mais également de nombreux hommes issus des territoires vassaux. Il y avait des cavaliers (les chevaux y étaient « d'une très petite taille ») ainsi que des chameliers berbères.

### Justice
Selon Al-Boukri, le tribunal royal était situé dans le quartier animiste de Koumbi Saleh où résidait le roi. Les prisons du roi étaient situées dans les bois de ce même quartier. Il y précise que « dès qu'un homme y est enfermé, on n'entend plus parler de lui »,.
Toujours selon Al-Boukri, le roi donnait régulièrement des audiences au peuple afin d'en écouter les griefs et d'y remédier. Pour cela, dit Al-Boukri, « il s'assied dans un pavillon autour duquel sont rangés dix chevaux couverts de caparaçons d'or ; derrière lui se tiennent dix pages portant des boucliers et des épées montées en or ; à sa droite sont les fils des princes de son empire, vêtus d'habits magnifiques et ayant les cheveux tressés et entremêlés avec de l'or. Le gouverneur de la ville est assis par terre devant le roi, et tout autour se tiennent les vizirs dans la même position. La porte du pavillon est gardée par des chiens d'une race excellente, qui ne quittent presque jamais le lieu où se trouve le roi; ils portent des colliers d'or et d'argent, garnis de grelots des mêmes métaux. L'ouverture de la séance royale est annoncée par le bruit d'une espèce de tambour, qu'ils nomment deba, et qui est formé d'un long morceau de bois creusé. Au son de cet instrument le peuple s'assemble »,.
La justice était régulièrement rendue avec l'épreuve de l'eau. Al-Boukri écrit ainsi que « l'homme qui nie une dette, qui est accusé de meurtre ou de tout autre crime, est amené devant le prévôt, qui prend un morceau très mince d'une espèce de bois, dont le goût est âcre et amer; il le fait infuser dans autant d'eau que cela lui plaît, et il oblige l'accusé d'en boire. Si l'estomac de cet homme rejette le breuvage, on reconnait que l'accusation est mal fondée; si au contraire la liqueur y reste, on regarde le prisonnier comme coupable »,.

## Économie
Les régions à proximité du royaume présentent de nombreux atouts commerciaux avec deux ressources prisées telles que l'or et le sel. Le sel a, au moyen âge, une grande valeur et est dans certaines régions vendu au prix de l'or. L'emplacement du royaume du Ghana est idéal pour intégrer le réseau du commerce transsaharien menant vers les oasis de Ouadane et de Teghazza. Le Ghana devient un centre intermédiaire permettant de soutenir la diffusion des marchandises au delà du Sahara et verre les zones forestières. Des marchandises comme l'ivoire et les esclaves y circulent également.

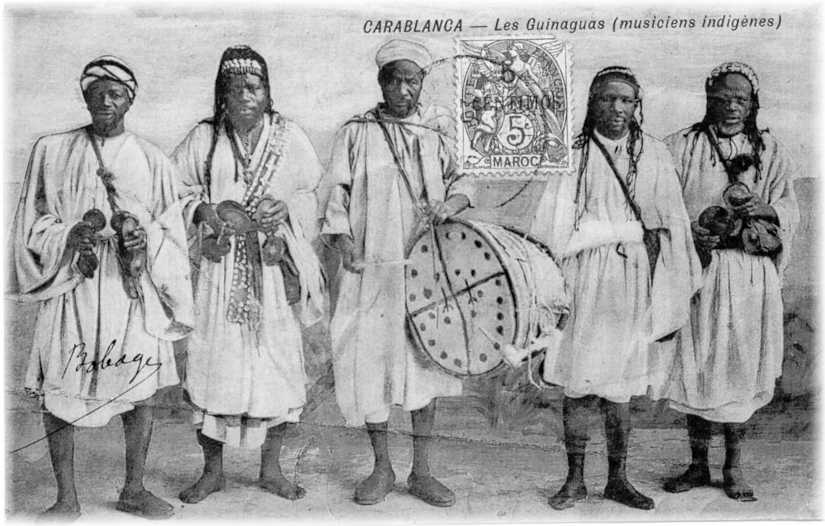
Gnaouas du Maroc en 1920.

L'attrait des ressources subsahariennes fait du territoire du Ghana un important lieu de passage et des taxes sont mises en place sur la circulation des caravanes ou le commerce de certaines marchandises. Ces taux variaient selon le type de marchandise et s'il entrait ou sortait du pays. De cette manière, le royaume permet de réguler la circulation des marchandises, préserver celles dont il a le plus besoin et renflouer le trésor royal.
Un contrôle spécifique concerne l'or afin de s'assurer qu'il reste un produit de luxe et non une marchandise trop accessible.
Le centre commercial dans lequel vivaient les marchands musulmans est également alimenté en esclaves capturés au sein des petits États avoisinants. La majorité de ces esclaves sont achetés pour travailler dans des fermes d'Afrique du Nord où ils portent le nom de haratin. Les jeunes hommes peuvent être instruits militairement. Au Maroc, une unité spéciale composée d'esclaves s’appelait Black Guard et existait encore en 1956. La communauté afro-marocaine qui en descend porte le nom de Gnaoua.

## Religion

### Culte du serpent sacré
L'empire du Ghana ouvre la voie à l'islam et permet à de nombreux lettrés et marchands musulmans de s'installer dans la ville qui leur est dédiée à proximité de la capitale. L'influence de l'islam remodèle les traditions religieuses dans lesquelles le coeur sacré se situé à Al-Ghaba (la forêt), soit le bois sacré au sein du palais royal de la capitale. La ville est elle-même considérée sacrée. 
L'ancestralité est un élément important de la religion au sein du Ghana, et en particulier les ancêtres royaux car le sang royal procure un pouvoir en connexion avec le monde spirituel.
Bida (serpent sacré) est le dieu de la religion animiste pratiquée. Il est considéré comme le gardien spirituel du clan royal et porte le nom de Wagadou-Bida. L'association de ce serpent à un homme, le premier roi du Ghana, forme le mythe fondateur du royaume.
Les tombes royales se situent dans Al-Ghaba, à l'intérieur de la capitale. Cet espace sacré est gardé par des prêtres ne permettant à personne d'y entrer. Les rois n'y accèdent qu'à deux occasions : lors de leur couronnement et lors de leur enterrement. Dans leur sépulture se trouvent des vêtements, des bijoux, des armes, des meubles et de la nourriture.
La pratique religieuse et les croyances est importante et ne permet pas à l'islam de se diffuser au-delà de la ville commerçante. Ce n'est qu'après l'invasion par les Almoravide que la dynastie traditionaliste est remplacée par une dynastie musulmane.

### Tolérance religieuse
L'islam était également toléré et pratiqué par de nombreux étrangers du Maghreb et par quelques autochtones. Kan Mer, fils de l'empereur Bessi, se convertit à l'islam. Al-Bakri précise d'ailleurs que l'intendant du trésor était systématiquement choisi parmi les musulmans, tout comme l'étaient la plupart des ministres. Selon ces écrits (mais également ceux, plus tardifs, d'Ibn Battûta et d'Ibn Khaldoun) les animistes devaient se mettre à genoux et s'asperger la tête de poussière. En revanche, les musulmans saluaient quant à eux le roi en battant des mains.
La capitale Koumbi Saleh était constituée de deux quartiers : l'un animiste, l'autre musulman possédant douze mosquées.

## Population
L'empire du Ghana est caractérisé par une grande diversité ethno-culturelle. Le groupe culturel dominant appartient aux Mande qui partagent une langue commune ainsi que des coutumes communes. Les Soninkés sont principalement associés à l'Empire du Ghana, cependant d'autres sous-groupe Malinkés coexistent ou se trouvent dans la zone d'influence impériale.
Le second groupe culturel dominant est celui des Sanhadja, groupe berbère subdivisé en différents clans. Ils jouent un rôle tampon entre l'empire et le Maghreb, assurant le contrôle des voies caravanières et guidant le commerce transsaharien.